# ژول گاودن
ژول گاودن (انگلیسی: Jules Gaudin؛ زادهٔ ۹ مهٔ ۲۰۰۰) بازیکن فوتبال اهل فرانسه است که در پست هافبک بازی می‌کند.
وی همچنین در تیم‌های ملی فوتبال زیر ۱۶ سال فرانسه و زیر ۱۷ سال فرانسه بازی کرده‌است.